# Penn Laird (Virginia)
Penn Laird es una comunidad no incorporada ubicada en el Condado de Rockingham, Virginia, Estados Unidos. Penn Laird está localizado en la Ruta 33 a 5.7 millas (9.2 km) al sureste de Harrisonburg. Penn Laird tiene una oficina de correo con el código ZIP 22846, el cual abrió el 18 de julio de 1896.